# Baggeryr och Gråbo
Baggeryr och Gråbo var en av SCB avgränsad och namnsatt småort i Trollhättans kommun. Den omfattade bebyggelse i Baggeryr och Gråboär i Gärdhems socken vid Sjölandasjön (även kallad Trehörningen), en mil söder om Trollhättan och en halvmil norr om Sjuntorp, och utgörs av ett fritidshusområde som kommit att få ökad permanentbefolkning. Småorten registrerade 2005 och 2023 klassades området som sammanväxt med Sjölanda och denna småort avregistrerades